# プラスキ郡 (ジョージア州)
プラスキ郡（プラスキぐん、英: Pulaski County）は、アメリカ合衆国ジョージア州の中央部に位置する郡である。2010年国勢調査での人口は12,010人であり、2000年の9,588人から25.3%増加した。この増加率は州平均の18.3%を超えており、州内でも高い方である。郡庁所在地はホーキンスビル市（人口4,589人）であり、同郡で人口最大の都市でもある。

## 歴史
プラスキ郡は1808年12月13日に、ジョージア州議会の法により、ローレンス郡より分離して設立された。1870年、別の州議会法により、郡領域から一部を取ってドッジ郡が設立された。1912年、住民投票により州憲法修正が認められ、郡北部からブレックリー郡が創設された。
郡名はポーランド出身の貴族で、アメリカ独立戦争ではアメリカ独立のために闘って戦死したカジミエシュ・プワスキに因んで名付けられた。
クリーク族インディアン領土の首都がプラスキ郡にあった。

## 地理
アメリカ合衆国国勢調査局に拠れば、郡域全面積は249.89平方マイル (647.2 km2)であり、このうち陸地247.42平方マイル (640.8 km2)、水域は2.47平方マイル (6.4 km2)で水域率は0.99%である。

### 主要高規格道路

#### アメリカ国道
- アメリカ国道129号線
- アメリカ国道129号線代替路（ホーキンスビルの北東）
- アメリカ国道129号線産業道路（ホーキンスビル）
- アメリカ国道341号線
- アメリカ国道341号線産業道路（ホーキンスビル）

#### ジョージア州道
- ジョージア州道11号線
- ジョージア州道11号線産業道路接続路
- ジョージア州道11号線
- ジョージア州道26号線
- ジョージア州道27号線
- ジョージア州道112号線
- ジョージア州道230号線
- ジョージア州道247号線
- ジョージア州道257号線

### 隣接する郡
- ブレックリー郡 - 北東
- ドッジ郡 - 東
- ウィルコックス郡 - 南
- ドゥーリー郡 - 西
- ハウストン郡 - 北西

## 人口動態
以下は2000年の国勢調査による人口統計データである。
| 基礎データ - 人口: 12,010人 - 世帯数: 5,151 世帯 - 家族数: 3,601 家族 - 人口密度: 15人/km2（39人/mi2） - 住居数: 5,151 軒 - 住居密度: 6軒/km2（16軒/mi2） 人種別人口構成 - 白人: 63.01% - アフリカン・アメリカン: 34.28% - ネイティブ・アメリカン: 0.26% - アジア人: 0.34% - 太平洋諸島系: 0.13% - その他の人種: 1.16% - 混血: 0.82% - ヒスパニック・ラテン系: 2.82% | 年齢別人口構成 - 18歳未満: 23.1% - 18-24歳: 9.3% - 25-44歳: 31.0% - 45-64歳: 23.3% - 65歳以上: 13.3% - 年齢の中央値: 37歳 - 性比（女性100人あたり男性の人口） - 総人口: 74.1 - 18歳以上: 65.6 世帯と家族（対世帯数） - 18歳未満の子供がいる: 30.4% - 結婚・同居している夫婦: 48.9% - 未婚・離婚・死別女性が世帯主: 15.7% - 非家族世帯: 31.3% - 単身世帯: 27.9% - 65歳以上の老人1人暮らし: 13.5% - 平均構成人数 - 世帯: 2.49人 - 家族: 3.04人 | 収入と家計 - 収入の中央値 - 世帯: 35,180米ドル - 家族: 38,924米ドル - 性別 - 男性: 30,767米ドル - 女性: 20,517米ドル - 人口1人あたり収入: 16,435米ドル - 貧困線以下 - 対人口: 16.4% - 対家族数: 12.3% - 18歳未満: 23.2% - 65歳以上: 18.7% |

## 都市と町
- フィンレーソン
- グースネック
- ハートフォード
- ホーキンスビル - 郡庁所在地
- ティッペンズ
- ウォレス

## 州政府の機関
ジョージア州矯正省がホーキンスビルにあるプラスキ州立刑務所を運営している。